# Eucalyptus delegatensis
Eucalyptus delegatensis är en myrtenväxtart som beskrevs av Ralph Baker. Eucalyptus delegatensis ingår i släktet Eucalyptus och familjen myrtenväxter. Inga underarter finns listade i Catalogue of Life.